# Чероки (Алабама)
Чероки (енгл. Cherokee) град је у америчкој савезној држави Алабама. По попису становништва из 2010. у њему је живело 1.048 становника.

## Демографија
Према попису становништва из 2010. у граду је живело 1.048 становника, што је 189 (15,3%) становника мање него 2000. године.
| Група             | 2000.       | 2010.       |
| Белци             | 963 (77,8%) | 809 (77,2%) |
| Афроамериканци    | 250 (20,2%) | 192 (18,3%) |
| Азијати           | 0 (0,0%)    | 3 (0,3%)    |
| Хиспаноамериканци | 6 (0,5%)    | 18 (1,7%)   |
| Укупно            | 1.237       | 1.048       |